# Парламентские выборы во Франции (1842)
Парламентские выборы во Франции проходили 9 июля 1842 года. Выборы в парламент состоялись после роспуска уходящей палаты королём Луи-Филиппом I. Роспуск был направлен на консолидацию парламентского большинства Франсуа Гизо. В результате консерваторы получили большинство в парламенте с 266 из 459 мест.

## Избирательная система
В соответствии с уставом 1830 года депутаты избирались по одномандатным округам большинством голосов в три тура. Страна была разделена на 459 избирательных округов, определённых перераспределением 1831 года. Избирательные права определялись имущественным избирательным цензом.

## Результаты
| Партия                                            | Голосов | %      | Мест |
| ------------------------------------------------- | ------- | ------ | ---- |
| Партия сопротивления (Консерваторы; Франсуа Гизо) | ?       | 57,95% | 266  |
| Партия движения (Оппозиция; Адольф Тьер)          | ?       | 42,05% | 193  |
| Всего                                             |         | 100%   | 459  |